# تنسخ‌نامه
تَنسُخ‌نامه ایلخانی نام کتابی است به زبان فارسی نوشتهٔ خواجه رشیدالدین فضل‌الله همدانی.
این کتاب در روزگار غازان‌خان نوشته شده‌است.
نام این کتاب به صورت تانکسوق‌نامه ایلخان نیز ذکر شده.
واژه تانکسوخ (تنسخ) مغولی و به معنای نادر و کمیاب است.

## درونمایه
تنسخ‌نامه ترجمه فارسی یک رساله پزشکی منظوم چینی به نام موچوئه است. موچوئه منسوب است به یک پزشک چینی به نام وانگ شوهو.
مقدمه نسخه فارسی را دکتر عبدالباقی گلپینارلی استاد زبان و ادبیات ترکی در دانشگاه استانبول، به ترکی ترجمه کرده‌است.
پیش از رشیدالدین کتاب دیگری نیز بنام تنکسوق‌نامه ایلخانی به فارسی تألیف شده بود که موضوع آن گوهرشناسی و مؤلف آن خواجه نصیرالدین طوسی بود. 